# 신길고등학교
신길고등학교(新吉高等學校)는 대한민국 경기도 안산시 단원구 신길동에 있는 공립 고등학교이다.

## 학교 연혁
- 2009년 3월 1일 : 신길고등학교 개교
- 2009년 3월 1일 : 초대 안병섭 교장 취임
- 2009년 3월 2일 : 제1회 입학식 12학급 528명 입학
- 2012년 2월 8일 : 제1회 졸업식 10학급 343명 졸업
- 2014년 3월 1일 : 2014전반기 혁신학교 신규 지정
- 2018년 3월 1일 : 혁신학교 재지정 (2018.3.1. ~ 2022.02.28.)
- 2024년 2월 7일 : 제13회 졸업식 11학급 220명 졸업
- 2024년 3월 1일 : 제5대 손정락 교장 취임
- 2024년 3월 4일 : 제16회 입학식 11학급 273명 입학

## 참고 자료
- 신길고등학교 - 한국교육학술정보원 학교알리미